# Závadka (okres Humenné)
Závadka je obec na Slovensku v okrese Humenné v Prešovském kraji ležící 5 km západně od města Humenné. Žije zde 538 obyvatel.
První písemná zmínka o obci je z roku 1556. V obci je římskokatolický kostel svatého Cyrila a Metoděje z 18. století.